# Fotografia policial de Donald Trump
La fotografa policial de Donald Trump, el 45è president dels Estats Units des de 2017 a 2021, va ser feta a la Presó de Comtat del Fulton en Atlanta, Geòrgia, en 24 d'agost de 2023, després d'entregar-se a les autoritats que segueixen una acusació estatal d'ell i altres damunt frau electoral i altres càrrecs. La fotografia va ser presa amb el número 2313827.

## Història i contingut
Donald Trump i 18 co-acusats van ser acusats per frau electoral i càrrecs relacionats per un gran jurat del comtat de Fulton, Geòrgia, el 14 d'agost de 2023, després d'una investigació iniciada el febrer de 2021 per la fiscal de districte, Fani Willis degut a les suposades irregularitats en el recompte de vots a l'estat de Geròrgia. Després que el gran jurat emetés ordres d'arrest per als 19 acusats, Willis va oferir als co-acusats l'oportunitat de lliurar-se voluntàriament abans del migdia, hora de l'Est, del divendres 25 d'agost
A les 9:38 pm de l'hora oriental dels Estats Units, Trump va publicar una imatge amb la fotografia a Twitter, que també incloïa un enllaç a una pàgina de WinRed demanant contribucions monetaries per a la seva campanya presidencial del 2024 . Al text que acompanya la foto, Trump va escriure "MUG SHOT - 24 D'AGOST DE 2023", "INTERFERÈNCIA ELECTORAL" i "MAI RENDICIÓ!", en referencia a la suposada interferència electoral de les elecións presindecials que va perdre a l'any 2020. Va ser la primera vegada que publicava a la plataforma des del gener del 2021, quan va ser suspès de la plataforma pel seu paper cap en l'atac al Capitoli dels Estats Units del 6 de gener. Tot i que la suspensió del seu compte es va aixecar el novembre de 2022 degut a la compra de Twitter per part del magnat Elon Musk, Trump no va publicar al seu compte durant els nou mesos següents.